# Rubén Espinosa Becerril
Rubén Espinosa Becerril (ciutat de Mèxic, 1983 - 1 d'agost de 2015) va ser un fotògraf i periodista mexicà de la revista Proceso especialista en la cobertura de protestes socials i en investigació sobre la corrupció del poder i la seva relació amb el narcotràfic, treball pel qual va rebre múltiples amenaces. Va ser assassinat en un departament de la Colonia Narvarte en la ciutat de Mèxic l'1 d'agost de 2015 juntament amb quatre dones: l'activista social Nadia Vera Pérez; la maquillista Yesenia Quiroz Alfaro, oriünda de Mexicali; Nicole, una ciutadana colombiana i Alejandra, empleada domèstica de l'edifici. Els cinc mostraven marques de tortura i havien estat rematats d'un tret.
Treballant per a la revista Proceso i Cuartoscuro, es va especialitzar en moviments socials i va començar a denunciar oberta i públicament els crims contra els periodistes, entre ells l'assassinat de la seva companya del Proceso Regina Martínez. Rubén va adoptar un paper molt actiu en defensa de l'esclariment d'aquests assassinats i va prendre nombroses imatges compromeses per al poder de l'estat. El 14 de setembre de 2013, documentant un violent desallotjament de mestres i alumnes a la Universitat Veracruzana, Espinosa i altres companys de professió van ser agredits per les forces de seguretat de l'estat i se'ls va obligar a eliminar les imatges dels seus equips digitals.
Espinosa va ser l'autor d'una foto del governador Javier Duarte apareguda en la portada de l'edició 1946 (editada el 15 de febrer de 2014) de la revista Proceso que va molestar especialment al governador per la seva mirada rancorosa i desafiadora.